# Víctor Manuel Contreras Toledo
Víctor Manuel Contreras Toledo (Córdoba, Veracruz, México; 22 de noviembre de 1957) es un escritor, poeta, profesor y traductor mexicano. Toledo ha publicado más de 30 libros de poesía y aparece en diversas antologías de poesía a nivel nacional e internacional.
Ha sido becario del Consejo Nacional para la Cultura y las Artes (Conaculta), Fondo Nacional para la Cultura y las Artes (Fonca), Instituto Nacional de Bellas Artes y Literatura (INBA) y del Centro Mexicano de Escritores. Fue promotor literario del Instituto de Seguridad y Servicios Sociales de los Trabajadores del Estado (ISSSTE) y estuvo vinculado como miembro oficial del Sistema Nacional de Investigadores (SNI). También fue colaborador habitual de varias publicaciones como El Nacional, La Jornada, Crítica: Revista Hispanoamericana de Filosofía, entre otros.
Sus obras aparecen publicadas en la Enciclopedia de la Literatura en México (Elem).

## Trayectoria
En 1982 recibió el título de licenciado en lingüística y literaturas hispánicas en la Universidad Nacional Autónoma de México. Un año después ganó el Premio Nacional de Poesía Joven. Estudió en la Universidad Lomonosov de Moscú, donde recibió el título de doctor en filología rusa en 1992. Además ejerció como coordinador y director de literatura y publicaciones en la Secretaría de Cultura del estado de Puebla. Toledo es profesor de literatura, estudios culturales, lingüística y poesía e investigador de la maestría y el doctorado en literatura hispanoamericana en la Benemérita Universidad Autónoma de Puebla.
El crítico Samuel Gordon ha escrito de Víctor Toledo que "más que culto, poeta erudito, Contreras es conocido traductor del ruso e impulsor decidido de la poesía experimental". Ha sido jurado de diversos concursos literarios.
En 2004 recibió una beca del Consejo Nacional para la Cultura y las Artes (Conaculta) para traducir la obra poética completa del poeta ruso Osip Mandelshtam. En ese mismo año fue condecorado con la medalla Pablo Neruda de Honor Presidencial por el Gobierno de Chile. En 2021 fue nombrado Huésped Distinguido de la ciudad de Kanasín en el marco del Encuentro Iberoamericano de Poesía de la ciudad, lo anterior, en reconocimiento a su trayectoria literaria.

## Críticas
En el comentario a la obra Abla o nadA, la crítica Verónica Volkow escribió que se trata de un texto urdido no sobre el vacío de una invención personal sino sobre una vasta geografía de tradiciones literarias, míticas y mágicas" y señala más adelante dentro del contenido del libro a "un poema construido sobre la base de excepcionales palindromas dibujando el caligrama de una clepsidra".

## Obras
Poesía y ensayo
- Retrato de familia con algunas hojas (Antología Mítica), Los Cincuenta, CONACULTA, México, 1999. ISBN 9687824921.
- Tres poetas rusos (Pushkin, Pasternak, Brodsky), Instituto Politécnico Nacional, 2000. ISBN 9789685053235.
- Abla o nadA, Asteriscos, BUAP, 2002. ISBN 9789688636374.
- Piedra, Tristia y otros poemas, Osip Mandelshtam, Hotel Ambosmundos, BUAP, Lunarena, 2005. ISBN 9789686737158 (Bibliografía indirecta).
- Ronda de hadas en la noche de San Juan, Pen Press, Nueva York, 2007.
- El retorno órfico. Aportaciones al análisis métrico-musical, BUAP, 2008. ISBN 978-607-7541-13-4.
- La mariposa en la estrella (Pushkin, Mandelshtam, Pasternak, Brodsky y otros), Leviatán, Argentina, 2001 y Educación y Cultura, Puebla-México, 200. ISBN 978-970-9756-36-4.
- La mariposa de Brodsky, El oro de los tigres, UANL, Monterrey, México, 2021.
- Veracruz Dos Siglos de Poesía (XIX y XX), lCONACULTA. 2 T. (1991.
- Ávidas Mareas, Antología de Poesía Joven Mexicana Centenario de Ramón López Velarde, Alejandro Sandoval, INBA. UAZ. GOB. DE ZACATECAS. (1988)
- La Rosa Escrita. Breve antología poética de la rosa en lengua castellana. Francisco Hernández. Aldus. México. (1996)
- Ala impar (Dos décadas de la poesía en Puebla), Col. Asteriscos, BUAP. ISBN 9789688637135.
- Permutaciones, 2015.[18]

Diccionarios de escritores
- Gran Diccionario Enciclopédico de México Visual, Humberto Musacchio, Andrés León Editor, Mex., 1990.
- Milenios de México, Humberto Mussachio, Raya en el agua, 1997.
- Diccionario de Escritores Mexicanos, S.XX, Aurora Ocampo, UNAM.